# DFB-Junioren-Vereinspokal 2016/17
Der DFB-Junioren-Vereinspokal 2016/17 war die 31. Austragung dieses Wettbewerbs. Er begann am 6. August 2016 und endete am 27. Mai 2017 mit dem Endspiel in Berlin. Sieger wurde Eintracht Braunschweig durch ein 3:0 im Finale gegen Carl Zeiss Jena.

## Teilnehmende Mannschaften
Am Wettbewerb nahmen die Juniorenpokalsieger (Saison 2015/16) der 21 Landesverbände des DFB teil:
- FC-Astoria Walldorf (Baden)
- FC Ingolstadt 04 (Bayern)
- 1. FC Union Berlin (Berlin)
- Energie Cottbus (Brandenburg)
- Werder Bremen (Bremen)
- FC St. Pauli (Hamburg)
- SV Wehen Wiesbaden (Hessen)
- Hansa Rostock (Mecklenburg-Vorpommern)
- 1. FC Köln (Mittelrhein)
- MSV Duisburg (Niederrhein)
- Eintracht Braunschweig (Niedersachsen)
- Eintracht Trier (Rheinland)
- 1. FC Saarbrücken (Saarland)
- RB Leipzig (Sachsen)
- Hallescher FC (Sachsen-Anhalt)
- Holstein Kiel (Schleswig-Holstein)
- SC Freiburg (Südbaden)
- 1. FC Kaiserslautern (Südwest)
- FC Carl Zeiss Jena (Thüringen)
- VfL Bochum (Westfalen)
- TSG Balingen (Württemberg)

## 1. Runde
In der 1. Runde spielten zehn Teilnehmer fünf Achtelfinalisten aus. Die restlichen elf Teilnehmer erhielten ein Freilos und stiegen erst im Achtelfinale in den Wettbewerb ein.
| Datum      |                    | Ergebnis  |                        |
| ---------- | ------------------ | --------- | ---------------------- |
| 06.08.2016 | TSG Balingen       | 1:3       | FC Ingolstadt 04       |
| 06.08.2016 | RB Leipzig         | 0:3 n. V. | Eintracht Braunschweig |
| 07.08.2016 | Hansa Rostock      | 0:4       | Werder Bremen          |
| 07.08.2016 | Eintracht Trier    | 1:0       | 1. FC Saarbrücken      |
| 24.08.2016 | SV Wehen Wiesbaden | 0:2       | SC Freiburg            |

## Achtelfinale
Die Auslosung für das Achtelfinale ergab folgende Paarungen:
| Datum      |                     | Ergebnis             |                        |
| ---------- | ------------------- | -------------------- | ---------------------- |
| 01.10.2016 | Holstein Kiel       | 3:0                  | Hallescher FC          |
| 01.10.2016 | 1. FC Köln          | 3:2                  | Werder Bremen          |
| 01.10.2016 | VfL Bochum          | 0:3                  | 1. FC Kaiserslautern   |
| 01.10.2016 | Energie Cottbus     | 4:0                  | 1. FC Union Berlin     |
| 02.10.2016 | FC Carl Zeiss Jena  | 1:0 n. V.            | SC Freiburg            |
| 02.10.2016 | FC St. Pauli        | 1:1 n. V., 6:7 i. E. | FC Ingolstadt 04       |
| 02.10.2016 | Eintracht Trier     | 0:2                  | MSV Duisburg           |
| 04.10.2016 | FC-Astoria Walldorf | 0:3                  | Eintracht Braunschweig |

## Viertelfinale
Die Auslosung für das Viertelfinale ergab folgende Paarungen:
| Datum      |                    | Ergebnis            |                        |
| ---------- | ------------------ | ------------------- | ---------------------- |
| 17.12.2016 | FC Carl Zeiss Jena | 2:1                 | Energie Cottbus        |
| 17.12.2016 | MSV Duisburg       | 0:0 n. V. 4:5 i. E. | Eintracht Braunschweig |
| 18.12.2016 | Holstein Kiel      | 1:2 n. V.           | 1. FC Köln             |
| 18.12.2016 | FC Ingolstadt 04   | 2:4                 | 1. FC Kaiserslautern   |

## Halbfinale
Die Auslosung für das Halbfinale ergab folgende Paarungen:
| Datum      |                    | Ergebnis            |                        |
| ---------- | ------------------ | ------------------- | ---------------------- |
| 18.03.2017 | FC Carl Zeiss Jena | 2:1                 | 1. FC Kaiserslautern   |
| 18.03.2017 | 1. FC Köln         | 1:1 n. V. 4:5 i. E. | Eintracht Braunschweig |

## Finale
Das Finale fand am 27. Mai 2017 im Berliner Stadion auf dem Wurfplatz statt.
| Paarung                | Eintracht Braunschweig – FC Carl Zeiss Jena |
| Ergebnis               | 3:0 (0:0) |
| Datum                  | 27. Mai 2017 um 11:00 Uhr |
| Stadion                | Stadion auf dem Wurfplatz, Berlin |
| Zuschauer              | 2.150 |
| Schiedsrichter         | Sören Storks (Ramsdorf) |
| Tore                   | 1:0 Canbaz (51.) 2:0 Vojtenko (60.) 3:0 Adetula (85.) |
| Eintracht Braunschweig | Johannes Konert – Jonas Wand, Besfort Kolgeci, Pantelis Panourgias (64. Hendrik Mittelstädt), Lirim Mema – Leon Bürger (49. Marco Schleef), Luca Fleischmann (85. Omar Haktab Traoré), Ayodele Adetula, Berkant Güner, Alexander Vojtenko – Ahmet Canbaz (74. Wojciech Błyszko) Cheftrainer: Sascha Eickel |
| FC Carl Zeiss Jena     | Lukas Sedlak – Marc Schröder (61. Richard Schneider), Luis Allmeroth (71. Jeffrey Wittlich), Tim Kießling, Florian Oloff (85. Tim Rühling) – Tim Nöding (79. Artem Tsygankov), Valentin Reitstetter, Atnan Veseli, Paul Grzega – Florian Dietz, Maximilian Weiß Cheftrainer: Georg-Martin Leopold          |
| Gelbe Karten           | Lirim Mema, Alexander Vojtenko – Marc Schröder, Valentin Reitstetter, Tim Kießling, Artem Tsygankov |
| Besonderheiten         | Dietz verschießt Foulelfmeter (3.) |